# رابط کاربری
میانای کاربری، رابط کاربری یا یوزر اینترفیس (به انگلیسی: User Interface) (کوتاه‌شده: UI) فضایی است که تعامل میان انسان و ماشین در آن رخ می‌دهد. رابط کاربری، بخش دیدنی و قابل‌تعامل یک ابزار است که کاربر مستقیماً با آن سروکار دارد هدف از این تعامل، اجازه دادن به اجرا و کنترل ماشین از سوی انسان است، در حالی که ماشین به‌طور هم‌زمان اطلاعاتی را بازخورد می‌دهد که به فرایند تصمیم‌گیری اپراتورها کمک می‌کند. این به‌طور کلی به این معنی است که اپراتور باید حداقل ورودی را برای دستیابی به خروجی مورد نظر ارائه دهد و همچنین دستگاه خروجی‌های نامطلوب را برای کاربر به حداقل برساند.
رابط‌های کاربر از یک یا چند لایه تشکیل شده‌اند، از جمله رابط انسان و ماشین (HMI) که ماشین‌ها را با سخت‌افزار ورودی فیزیکی مانند صفحه‌کلید، ماوس یا تجهیزات بازی و سخت‌افزار خروجی مانند نمایشگر‌های کامپیوتر، بلندگوها و چاپگرها وصل می‌کند. دستگاهی که HMI را پیاده‌سازی می‌کند، دستگاه رابط انسانی (HID) نامیده می‌شود. اصطلاحات دیگر برای رابط انسان و ماشین عبارتند از رابط انسان و ماشین (MMI) و هنگامی که ماشین مورد نظر یک کامپیوتر است، رابط انسان و کامپیوتر. لایه‌های رابط کاربری اضافی ممکن است با یک یا چند حواس انسان تعامل داشته باشند، از جمله: رابط کاربری لمسی (لمس)، رابط بینایی (بینایی)، رابط کاربری شنوایی (صدا)، رابط کاربری بویایی (بو)، رابط کاربری تعادل (تعادل)، و رابط چشایی (چشایی).
رابط‌های کاربری ترکیبی (CUI) رابط‌هایی هستند که با دو یا چند حواس تعامل دارند. رایج‌ترین CUI یک رابط کاربری گرافیکی (GUI) است که از یک رابط کاربری لمسی و یک رابط کاربری بصری که قادر به نمایش گرافیک است، تشکیل شده است. هنگامی که صدا به یک رابط کاربری گرافیکی اضافه می‌شود، به یک رابط کاربری چندرسانه‌ای (MUI) تبدیل می‌شود.
سه دستهٔ کلی از CUI وجود دارد: استاندارد، مجازی و افزوده. CUI استاندارد از دستگاه‌های رابط انسانی استاندارد مانند صفحه‌کلید، ماوس و مانیتور کامپیوتر استفاده می‌کند. وقتی CUI دنیای واقعی را برای ایجاد واقعیت مجازی مسدود می‌کند، CUI مجازی است زیرا از یک رابط واقعیت مجازی استفاده می‌کند. وقتی CUI دنیای واقعی را مسدود نمی‌کند و واقعیت افزوده ایجاد می‌کند، CUI تقویت می‌شود و از یک رابط واقعیت افزوده استفاده می‌کند. هنگامی که یک رابط کاربری با تمام حواس انسان تعامل داشته باشد، به آن رابط کیفی گفته می‌شود که نام آن برگرفته از نظریهٔ کیفیات ذهنی است. رابط واقعیت افزوده حس، که در آن X تعداد حواس است. هنگامی که رابط‌های واقعیت مجازی با بوها و لمس‌ها ارتباط برقرار می‌کنند، گفته می‌شود که رابط واقعیت مجازی ۴ حسی است.

## بررسی اجمالی
رابط کاربر یا رابط انسان و ماشین بخشی از ماشین است که تعامل انسان و ماشین را مدیریت می‌کند. سوئیچ‌ها، صفحه‌کلید و صفحه‌نمایش‌های لمسی نمونه‌هایی از بخش فیزیکی رابط ماشین انسانی هستند که می‌توانیم آن‌ها را ببینیم و لمس کنیم. در سیستم‌های پیچیده، رابط انسان و ماشین معمولاً کامپیوتری است. اصطلاح رابط انسان و کامپیوتر به این نوع سیستم اشاره دارد. مهندسی رابط‌های انسان و ماشین با در نظر گرفتن ارگونومی (عوامل انسانی) افزایش یافته است. رشته‌های مربوط به مهندسی عوامل انسانی (HFE) و مهندسی کاربر (UE) بخشی از مهندسی سیستم‌ها هستند.

## طراحی رابط
روش‌های اولیه مورد استفاده در طراحی رابط شامل نمونه سازی و شبیه‌سازی می‌باشد. طراحی رابط معمولی انسان و ماشین شامل مراحل زیر است:
- شیوه‌های متداول برای مشخصات تعامل شامل طراحی کاربر محور، شخصیت، طراحی فعالیت محور، طراحی مبتنی بر سناریو و طراحی انعطاف‌پذیری است.
- شیوه‌های رایج برای مشخصات نرم‌افزار رابط شامل موارد استفاده و اعمال محدودیت توسط پروتکل‌های تعامل با هدف جلوگیری از خطاها در هنگام استفاده از رابط می‌باشد.
- شیوه‌های معمول برای نمونه سازی بر اساس کتابخانه‌های عناصر رابط (کنترل‌ها، دکوراسیون و غیره) است.

روش‌های رایج برای مشخصات نرم‌افزار رابط شامل موارد استفاده و اعمال محدودیت توسط پروتکل‌های تعامل با هدف جلوگیری از خطاهای استفاده شده است. شیوه‌های معمول برای نمونه سازی بر اساس کتابخانه‌های عناصر رابط در کنترل‌ها، دکوراسیون و غیره می‌باشد.

## اصطلاحات فنی
بین رابط کاربری و رابط اپراتور یا رابط انسان و ماشین (HMI) تفاوت وجود دارد.
- اصطلاح «رابط کاربری» اغلب در زمینهٔ سیستم‌های کامپیوتری (شخصی) و دستگاه‌های الکترونیکی استفاده می‌شود.
- جایی که شبکه‌ای از تجهیزات یا رایانه‌ها از طریق MES (سیستم اجرایی تولید) - یا میزبان برای نمایش اطلاعات به هم مرتبط هستند.
- رابط انسان و ماشین (HMI) معمولاً برای یک ماشین یا قطعه از تجهیزات است و شیوهٔ رابط بین انسان و تجهیزات/ماشین است. رابط اپراتور، رابطی است که توسط آن چندین قطعه از تجهیزات که توسط یک سیستم کنترل میزبان به هم متصل شده‌اند دسترسی یا کنترل می‌شوند.
- این سیستم ممکن است چندین رابط کاربری را برای خدمات‌رسانی به انواع مختلف کاربران قرار دهد. به عنوان مثال، یک پایگاه دادهٔ کامپیوتری کتابخانه ممکن است دو رابط کاربری فراهم کند، یکی برای کاربران کتابخانه (مجموعهٔ محدودی از عملکردها، بهینه‌سازی‌شده برای سهولت استفاده) و دیگری برای پرسنل کتابخانه (مجموعهٔ وسیعی از عملکردها، بهینه‌سازی‌شده برای کارایی).
- رابط کاربری یک سیستم مکانیکی، یک وسیلهٔ نقلیه یا یک تأسیسات صنعتی گاهی به عنوان رابط انسان و ماشین (HMI) نامیده می‌شود. HMI اصلاحی از اصطلاح اصلی MMI (رابط انسان و ماشین) است.
- اصطلاح CTA (Call to Action)که مخاطبان شما را ترغیب می‌کند تا اقدام خاصی انجام دهند؛ به عنوان مثال، ثبت‌نام در یک خبرنامه، خرید یا به اشتراک‌گذاری محتوای شما در رسانه‌های اجتماعی.